# Хакенбройх, Антон
Антон Хакенбройх (нем. Anton Hackenbroich, * 28 декабря 1878 г. Дюссельдорф; † 1969 г. Дюссельдорф) - немецкий художник дюссельдорфской школы живописи, один из популярных мастеров искусств эпохи национал-социализма в Германии. 

## Жизнь и творчество
Антон Хакенбройх изучал живопись в Художественной академии Дюссельдорфа в 1899-1907 годах, в классах таких художников, как Иоганн Янсен-старший, Эрнст Рёбер и Вильгельм Шпац. В 1906 году, ещё учась в Академии, становится одним из призёров конкурса по дизайну здания оперного театра в Вуппертале. Как живописец раблотал в области портретной живописи, а также писал пейзажи и натюрморты. Был членом союза художников «Всеобщее немецкое сообщество искусства» (Allgemeine Deutsche Kunstgenossenschaft). Входил также в группу художников «Малкастен», являлся одним из его в его руководителей в 1920-е годы.
В годы правления национал-социалистов неоднократно выставлялся, в частности в рамках «Большой Германской художественной выставки» в 1937, 1939, 1941 и в 1944 годах в Доме немецкого искусства в Мюнхене. Его полотно «Новая молодёжь» (Neue Jugend), изображавшее юного члена «Гитлерюгенда» с партийным знаменем НСДАП в руках, было отобрано для выставки 1937 года лично Адольфом Гитлером. Эта картина также была помещена в пособие для членов «Гитлерюгенд» Deutsche Wille (Немецкая воля), среди иллюстраций.
После окончания Второй мировой войны художник живёт и работает в Дюссельдорфе, пользуясь популярностью среди зажиточных слоёв любителей живописи. Доходы от заказов позволили ему содержать виллу в престижном районе города Графенберг.

## Дополнения
- Anton Hackenbroich // Нидерландский институт истории искусств
- Anton Hackenbroich, Полотна Антона Хакенбройха на artnet.de